# くっつけはっつけワンダーランド
「くっつけはっつけワンダーランド」は、松元環季のシングル。2010年6月2日にFlyingDogから発売された。

## 概要
- テレビアニメ『ケロロ軍曹』のエンディングテーマとして使用された[2]。
- アルバム『small nature』と同時発売された[3]。また、アルバムにはアレンジバージョンが収録されている[4]。

## 収録曲
（全作詞・作曲・編曲：黒石ひとみ）
1. くっつけはっつけワンダーランド [3:08]
2. 星の空 [4:48]
3. くっつけはっつけワンダーランド（instrumental） [3:08]
4. 星の空（instrumental） [4:48]

## 参加ミュージシャン
| - くっつけはっつけワンダーランド - キーボード：黒石ひとみ - All instrumental：黒石ひとみ | - 星の空 - ストリングス：篠崎正嗣グループ - バイオリン：篠崎正嗣、城戸喜代、佐分利恭子、森由利子、石橋尚子、寺岡有希子、平澤仁、相原清乃 - ビオラ：成瀬かおり、金子なお - チェロ：塩沢真己、結城貴弘 - アコースティックギター：田代耕一郎 - ウクレレ：田代耕一郎 - パーカッション：菅原裕紀 - キーボード：黒石ひとみ - All instrumental：黒石ひとみ |

## 収録アルバム
| 曲名                           | 収録アルバム     | 発売日       | 規格品番 |
| ------------------------------ | ---------------- | ------------ | -------- |
| くっつけはっつけワンダーランド | 『small nature』 | 2010年6月2日 | VTZL-14  |